# Arrangiamento
Con arrangiamento, in musica, si indica il lavoro di organizzazione strumentale e strutturale di una data composizione (che può essere costituita da un semplice tema accompagnato da una sequenza di accordi, o da un brano già arrangiato), allo scopo che essa suoni secondo la forma musicale desiderata.
Il processo di arrangiamento parte, generalmente, dalla scelta del genere musicale in cui si vuole arrangiare il pezzo.
Il processo può includere, al suo interno:
- la riarmonizzazione, qualora la sequenza di accordi di partenza sia non corrispondente allo stile musicale che si vuole utilizzare
- lo sviluppo di una struttura complessa (intro e giri di intro, numero di chorus o strofe o ritornelli, giri di soli, sezioni strumentali, finali, ecc.);
- la scelta degli strumenti da utilizzare in base al genere del brano.

Se l'adattamento musicale non provvede all'aggiunta o sottrazione di nuovo materiale musicale rispetto alla forma di partenza, sarà più corretto parlare di trascrizione.
Un arrangiamento soddisfacente deve:
- fare in modo che gli strumenti non si sovrappongano in un determinato intervallo di frequenze troppo stretto;
- essere abbastanza "trasparente" affinché ogni frase musicale sia sufficientemente intelligibile;
- fare in modo che non tutti gli strumenti suonino per l'intera estensione del brano;
- valorizzare al meglio, quando la composizione lo richieda, gli strumenti ritmici, basso, batteria, percussioni, chitarre accompagnamento ecc. Sono il "cuore pulsante" dell'arrangiamento;
- essere al servizio del solista, sia esso voce o strumento. Una base musicale perfetta per un interprete non è detto che lo sia per un altro. Un errore frequente è quello di prendere a modello l'arrangiamento di un brano di successo, interpretato dal cantante X, e sperare possa essere l'ideale anche per un altro artista. Il risultato è quasi sempre pessimo.

L'arrangiamento è fondamentale per il buon esito di una produzione musicale e sono quindi determinanti, oltre ad una orchestrazione corretta, creatività ed ispirazione nella sua stesura.
Le Società Autori-Editori Sacem (Francia), Gema (Germania), Ascap e BMI (USA) ed altre, riconoscono agli arrangiatori una quota nelle ripartizioni semestrali agli aventi diritto.

## Arrangiare e riarrangiare
Un brano musicale già esistente può essere registrato nuovamente con un arrangiamento diverso dall'originale, cambiando - spesso drasticamente - strumenti, tempo, bpm e tonalità. Il risultato finale è una canzone che contiene, rispetto al brano di partenza, uno stesso testo, delle linee melodiche familiari, ma fondamentalmente suona come qualcosa di nuovo (gli esempi eclatanti a tale proposito sono numerosissimi). Talvolta è lo stesso artista/band (o il suo arrangiatore) che ripropone il nuovo arrangiamento di un brano, allo scopo di renderlo più adatto ad un concerto o per rilanciarlo da un punto di vista artistico o commerciale.
Anche alcuni remix, in particolare nella musica dance, possono essere considerati dei riarrangiamenti.